# Omphale lugubris
Omphale lugubris är en stekelart som beskrevs av Askew 2003. Omphale lugubris ingår i släktet Omphale och familjen finglanssteklar.
Artens utbredningsområde är:
- Tyskland.
- Nederländerna.

Inga underarter finns listade i Catalogue of Life.